# Tirantes

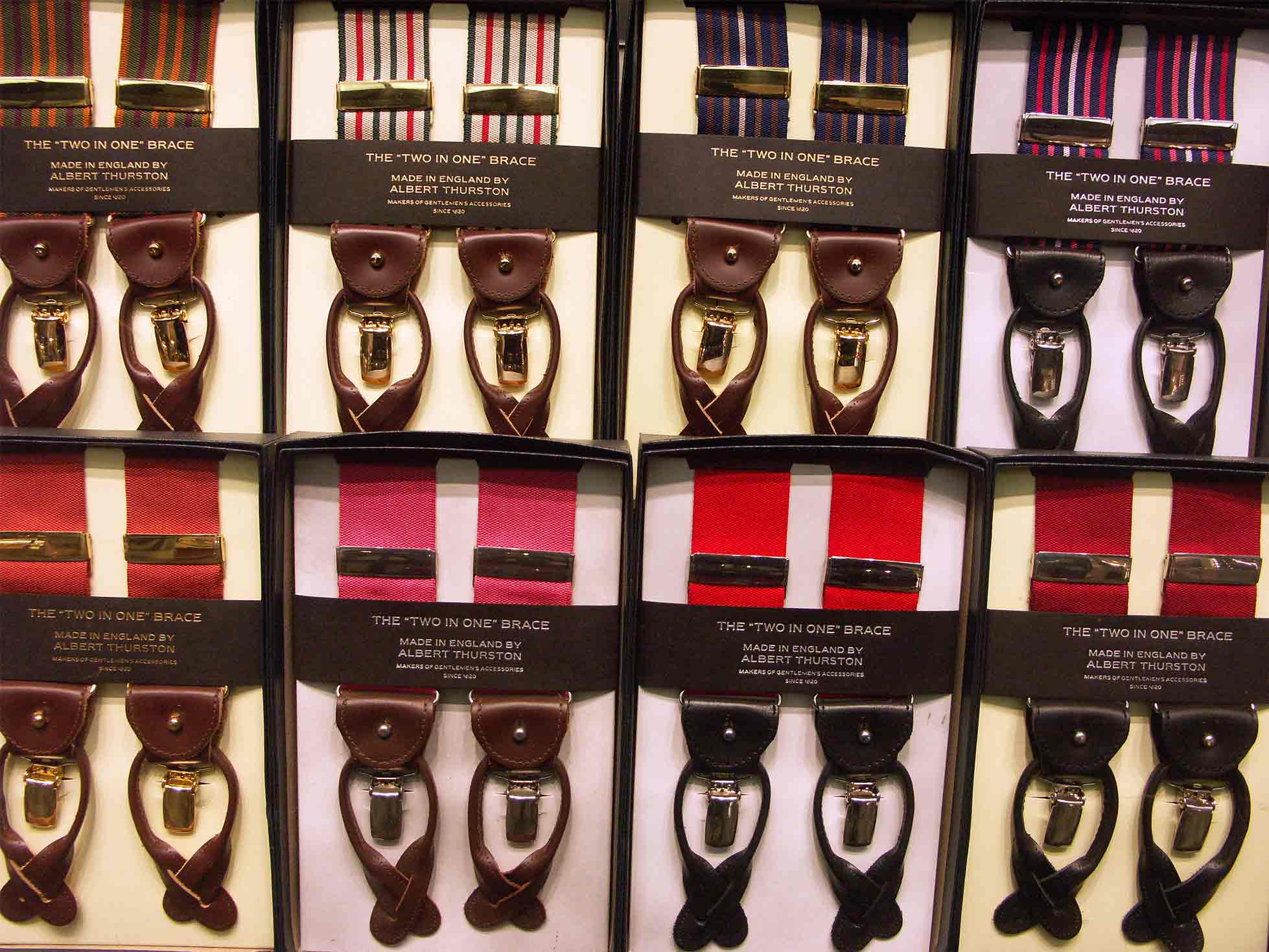
Tirantes

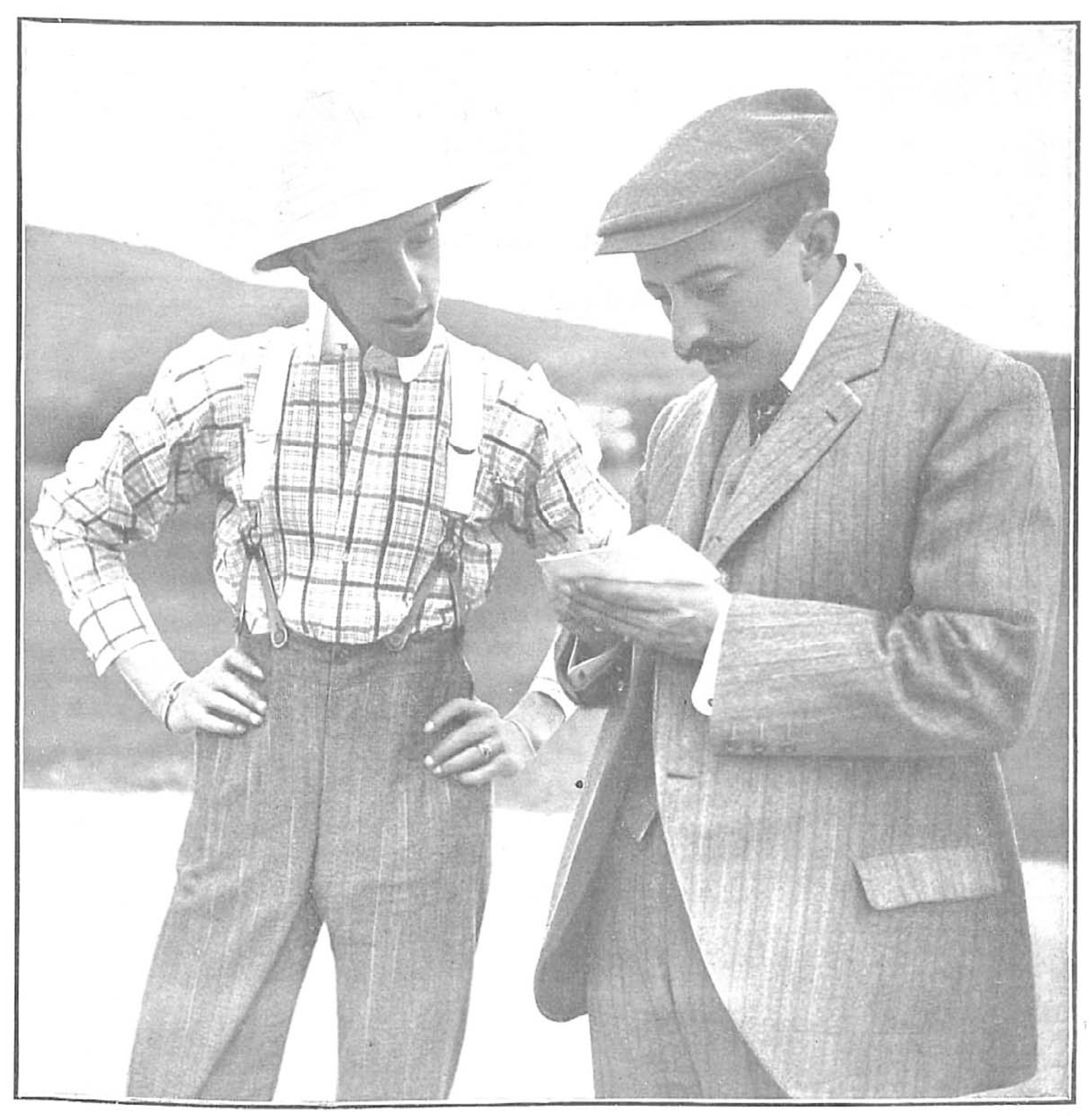
Alfonso XIII de España con tirantes (1907).

Los tirantes o tiradores consisten en unas tiras de cuero o tejido, a veces elásticas, que se colocan sobre los hombros para sostener el pantalón. Toda la correa de los tirantes puede ser elástica o sólo al final del accesorio. La mayoría de los tirantes son de tela tejida con unos remates finales de cuero. Las abrazaderas se enganchan habitualmente al pantalón con clips o, menos comúnmente hoy día, con botones. La moda de los tirantes ha aumentado en los últimos años, sobre todo gracias al gusto hipster.  
En España, México, Guatemala, El Salvador, Honduras, Costa Rica, Panamá, Cuba, República Dominicana, Puerto Rico, Guinea Ecuatorial, Venezuela, Colombia, Ecuador, Perú, Bolivia, Paraguay, Argentina y Uruguay se los llama tirantes, aunque en Colombia también se les denomina tirantas, en República Dominicana breteles, y en Argentina y Uruguay tiradores. En Chile —y también en Bolivia— se los llama suspensores.

## Historia
Los tirantes se llevaron casi de forma mundial debido al talle alto del pantalón de mediados del siglo XIX y comienzos siglo XX. Esta figura hizo al cinturón poco práctico puesto que no se había diseñado para que el pantalón descansase sobre las caderas. Las prendas modernas con mejores elásticos y mejor apariencia pueden haber jugado un papel en que los tirantes acabaran en desuso. Sin embargo, muchos hombres de negocios, locutores (el más destacado, Larry King), periodistas (Pedro J. Ramírez, Elio Rossi), músicos (Paul McCartney), abogados y mujeres usan tirantes, bien por imagen, bien por comodidad. Cabe mencionar que los tirantes no se suelen utilizar junto con un cinturón, puesto que ambas prendas tienen la misma función de sujetar el pantalón. 
El mecanismo de sujeción de los tirantes se fue perfeccionando desde el siglo XIX, pero hasta la aparición de los "clips", ingenio creado por el gallego Manuel Rodríguez-Arijón Pallas, eran sostenidos normalmente con botones o corchetes.